# Myllyoja (Tornerivier)
Myllyoja is een sloot annex beek  die stroomt/ligt in de Zweedse gemeente Haparanda. De beek komt uit een landbouwgebied met allemaal rechte sloten, maar verandert langzaam in een beek met kronkels. De beek van nauwelijks 1 kilometer lengte maakt een bocht naar het noorden en heeft een soort delta voordat het water in de Torne belandt.